# نوروز أباد (مقاطعة دلفان)
نوروز أباد (بالفارسية: نوروزآباد) هي مستوطنة تقع في قسم نورعلي الريفي (مقاطعة دلفان) في إيران. يقدر عدد سكانها بـ 62 نسمة .